# Джонс, Дуайт
Дуайт Эльмо Джонс (англ. Dwight Elmo Jones; 27 февраля 1952 — 25 июля 2016) ― американский баскетболист. Играл на позициях тяжёлого форварда и центрового.

## Биография
Учился в Образовательном центре Э. О. Смита и в школе Уитли.
Стал лидером баскетбольной сборной США по набранным очкам и подборам на летних Олимпийских играх 1972 года, где в скандальном финальном матче американцы уступили команде СССР. Был удалён во время финального матча после стычки с советским игроком Михаилом Коркия.
В 1970—1973 годах выступал за баскетбольную команду «Хьюстон Кугэрз» Хьюстонского университета. На драфте НБА 1973 года он был выбран под 9-м номером клубом «Атланта Хокс». Джонс отыграл десять сезонов в НБА с 1973 по 1983 годы в четырёх клубах: «Атланта Хокс», «Хьюстон Рокетс», «Чикаго Буллз» и «Лос-Анджелес Лейкерс». В среднем за игру набирал по 8,1 очка, провёл 766 игр во всех сезонах. В 1983—1984 годах играл в Италии за клуб «Триест».
Его сын, Дуайт Джонс II, играл за команду Баптистского университета Хьюстона на позиции защитника, был признан игроком года конференции Red River Athletic в сезонах 2005/2006 и 2006/2007.